# Рерос
Рерос (норв. Røros) је град у Норвешкој. Град је у оквиру покрајине Средишње Норвешке припада округу Јужни Тренделаг.
Стари део Рероса у дрвеној градњи из 18. и 19. века (старо рударско насеље) у потпуности је сачуван, па је стога стављен на списак светске баштине УНЕСКО-а.

## Географија
Град Рерос се налази у средишњем делу Норвешке. Од главног града Осла град је удаљен 380 km североисточно од града.
Рерос се налази у средишњем делу Скандинавског полуострва, у области Гаулдал. Град се развио у долини реке Гаул. Долина је релативно узана, па је град стешњен између планина. Рерос је највише значајније насеље у Норвешкој - на око 650 m надморске висине.

## Историја
Први трагови насељавања на месту данашњег Рероса јављају се у доба праисторије, када је подручје било насељено од стране Лапонаца. Сталног насеља није било све до 17. века.
Откриће резерви бакра средином 17. века довело је брзог развоја рударског насеља, па је Рерос већ 1683. године добио градска права.
Током петогодишње окупације Норвешке (1940—45) од стране Трећег рајха Рерос и његово становништво нису значајније страдали.
Рударство је замрло 1977. године, али је већ 1980. добро очувани Рерос стављен на списак светске баштине УНЕСКО-а, што је посредно довело до развоја туризма.

## Становништво
Данас Рерос има око 3,5 хиљаде у градским границама, односно око 5,5 хиљада на подручју општине. Последњих година број становника у граду стагнира.

## Привреда
Привреда Рероса се традиционално заснивала на рударству. Последњих година туризам је главни ослонац градске привреде.

## Збирка слика
- Црква у Реросу
- Божићни пазар на главној улици у Реросу
- Градска кућа Рероса
- Традиционалне рударске кућице